# Pinscher

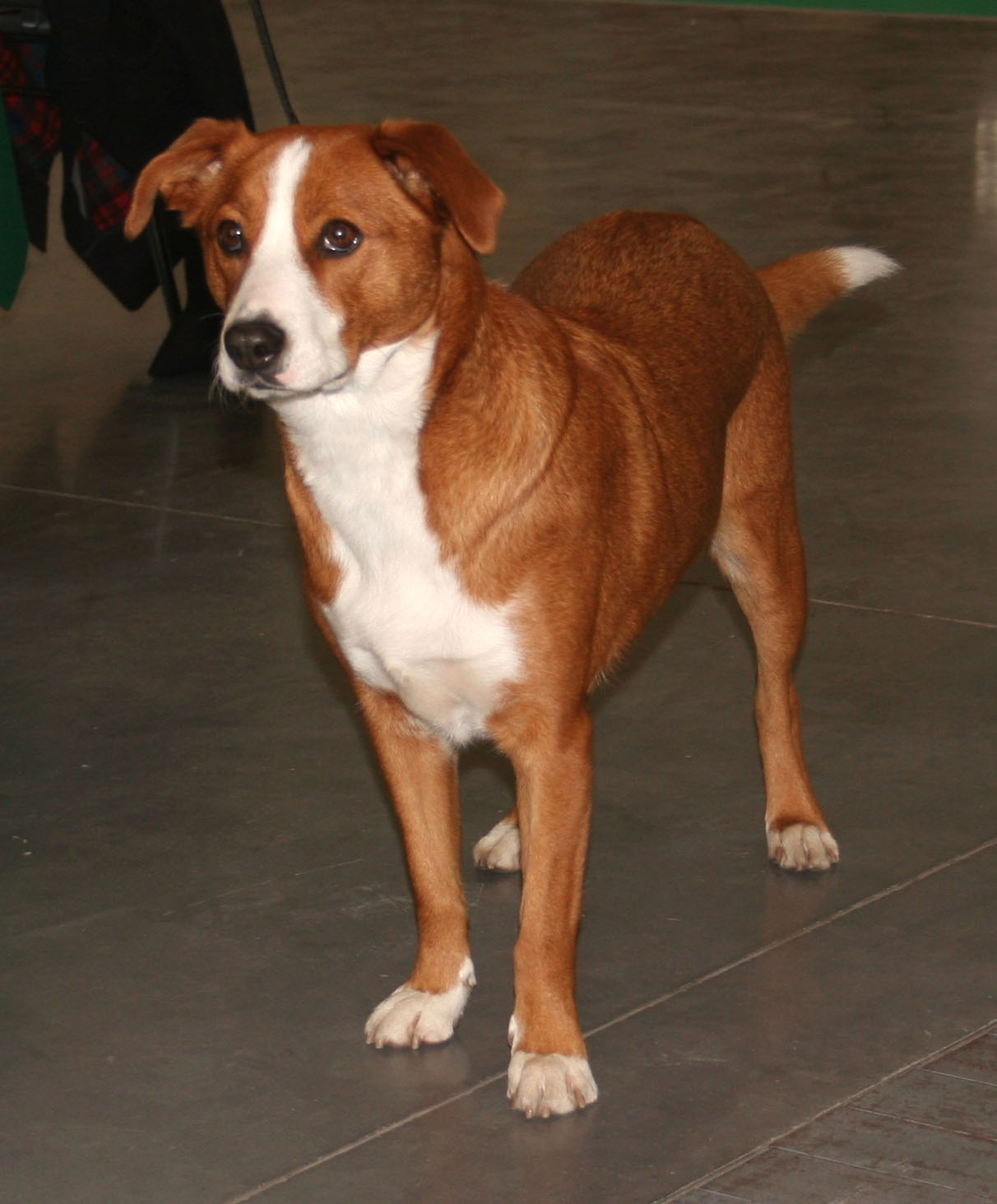
Österreichischer Pinscher

Pinscher und Schnauzer sind Hunderassen, die sich im Wesentlichen durch Größe und Felltyp unterscheiden. Sie zählen zu den Haushunden.
Der größte Pinscher ist der Dobermann, der kleinste der Affenpinscher.
Pinscher und Schnauzer bilden gemeinsam nach FCI eine Gruppe und sind in einer Sektion zu finden:
- Gruppe 2: Pinscher und Schnauzer – Molossoide – Schweizer Sennenhunde und andere Rassen
  - Sektion 1: Pinscher und Schnauzer
    - 1.1 Pinscher  
      - Dobermann (FCI-Standard Nr. 143)
      - Deutscher Pinscher (184)
      - Zwergpinscher (185)
      - Affenpinscher (186)
      - Österreichischer Pinscher (64)
      - Dansk-Svensk Gårdshund (356)

## Herkunft und Geschichtliches
Nach einer Theorie soll der Pinscher Anfang des 19. Jahrhunderts von England aus auf dem Kontinent eingeführt worden sein. H. G. Reichenbach berichtet 1836 von dem „glatten Pinscher“, der als „nette Hunderasse“ in Deutschland den Mops verdränge. Nach dem österreichischen Kynologen Emil Hauck war er, in der Vergangenheit unbeachtet, über ganz Mitteleuropa verbreitet, besonders in Süddeutschland und Österreich.
Der Name Pinscher gehört zum englischen Verb to pinch (kneifen, zwicken). Das englische Substantiv pincher (Kneiper, Quäler, Geizhals) bezeichnet keine Hunderasse, ist jedoch als Eigenname für Hunde belegt. Die heute in das Englische und andere Sprachen übernommene Bezeichnung pinscher geht auf das deutsche Wort zurück.

## „Pinscher“ als Schimpfwort
Da hört der Dichter auf, da fängt der ganz kleine Pinscher an!

– Bundeskanzler Ludwig Erhard am 9. Juli 1965 über 25 deutsche Autoren, die ein Plädoyer für einen Regierungswechsel veröffentlicht hatten.